# Karlina Leksono Supelli

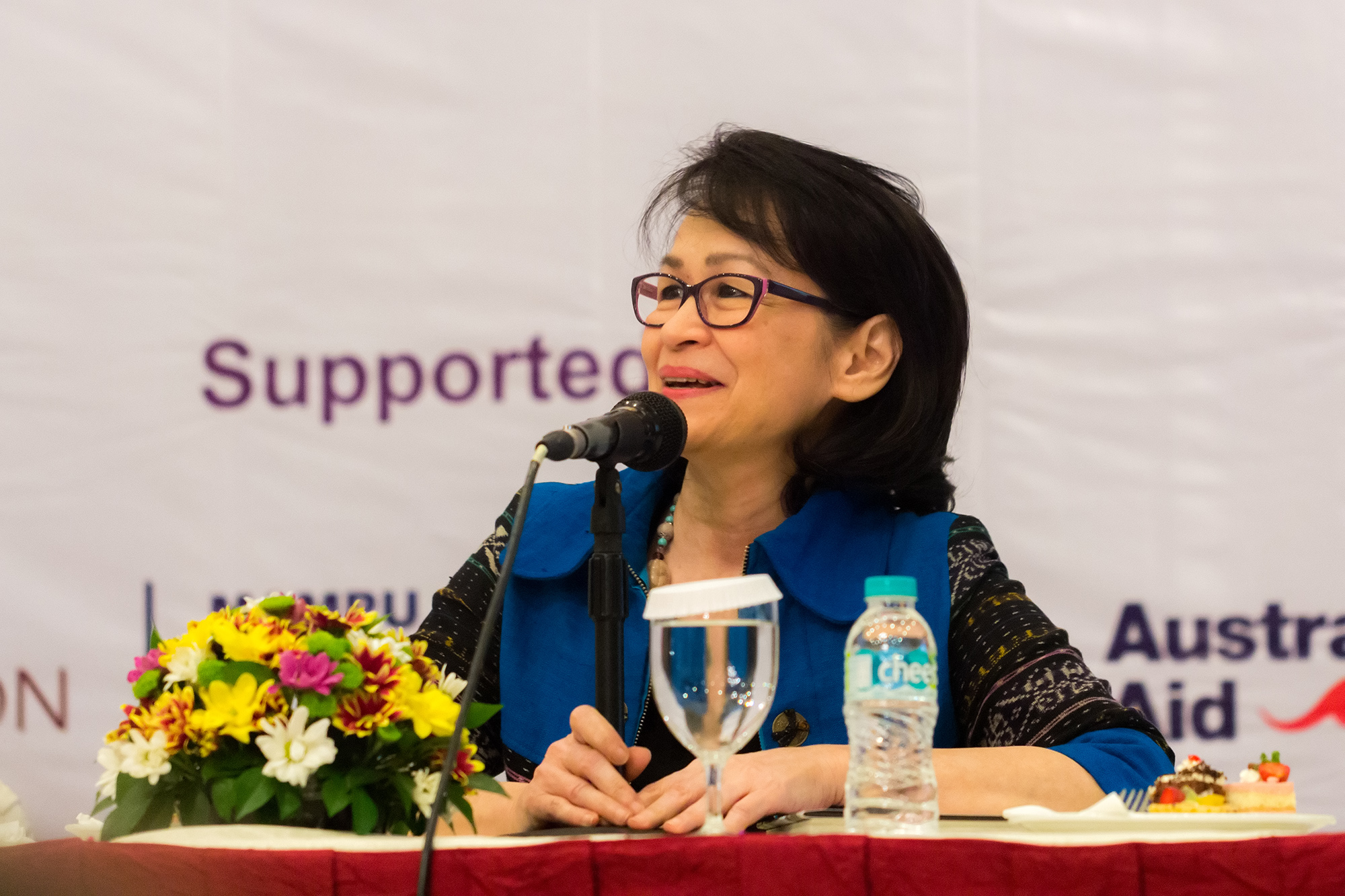
Karlina Leksono Supelli auf der International Conference on Feminism, 2016

 Karlina Leksono Supelli (* 15. Januar 1958 in Jakarta, Indonesien) ist eine indonesische Philosophin, Astronomin und Hochschullehrerin. Sie gehörte zu den ersten indonesischen Astronominnen.

## Leben und Werk
Supelli besuchte bis 1973 die Junior High School Yuwati Bhakti in Sukabumi, West-Java. Nach dem Schulabschluss 1976 studierte sie an der Mathematisch-Naturwissenschaftlichen Fakultät (MIPA) der Abteilung Astronomie des Bandung Institute of Technology (ITB), wo sie als eine der ersten Astronominnen Indonesiens ihren Bachelor-Abschluss in Astronomie erhielt. Als Studentin an der ITB wurde sie 1978 Campus-Aktivistin und Vorsitzende der ITB Astronomy Student Association. 1979 wurde sie dort außerordentliche Lehrbeauftragte in der Astronomie-Abteilung. Von 1982 bis 1985 war sie Leiterin der Beobachtungsabteilung des Planetariums Jakarta. 1986 forschte sie in der Agentur für die Anwendung und Bewertung von Technologien. Von 1987 bis 1988 leitete sie die Naturwissenschaftlichen Gruppe der Studiendirektion and Application of Basic Science.
1989 erwarb sie ihren Master-Abschluss in Weltraumwissenschaften am University College London, wo sie ein weiteres Doktoratsstudium begann. Sie studierte dann 1992 Philosophie in einem Postgraduate Program an der University of Indonesia, wo sie 1997 in Philosophie promovierte. Ihre Dissertation trug den Titel: Wajah-Wajah Alam Semesta: Suatu Kosmologi Empiris Konstruktif (Masks of the Universe: ein empirisch-konstruktivistischer Ansatz zur Kosmologie).

## Politische Aktivitäten
Sie ist bekannt für ihre Teilnahme an humanitären Aktivitäten während der indonesischen Reform 1998. Am 23. Februar 1998 schloss sie sich etwa zwanzig anderen Frauen an, um bei einem von Jurnal Perempuan organisierten Protest gegen hohe Preise zu protestieren. Sie wurde mit den Aktivistinnen Gadis Arivia und Wilasih Noviana festgenommen. Sie musste als Mutter von zwei Kindern 23 Stunden bei der Regionalpolizei übernachten, wurde wegen Verstoßes gegen Artikel 510 des Strafgesetzbuches angeklagt und nach umfangreicher öffentlicher Unterstützung wurden die drei Frauen wieder freigelassen.
Als Feministin beteiligt sie sich daran, die Rechte der Opfer der indonesischen Unruhen vom Mai 1998 aufzudecken und zu verteidigen, als Hunderte von chinesisch-indonesischen Frauen in Jakarta vergewaltigt wurden. Sie  ging in die USA, um die US-Regierung davon zu überzeugen, Waffenexporte nach Indonesien einzustellen, was zu Morddrohungen für ihre Aktivitäten führte. Sie verteidigte auch aktiv die Rechte von Frauen aus Aceh und Timor, die von Angehörigen der indonesischen Marine vergewaltigt worden waren.
Supelli unterrichtete an verschiedenen indonesischen Universitäten Philosophie und Astronomie. Ihre Schriften wurden sowohl in indonesischen als auch in ausländischen Zeitungen veröffentlicht. Sie lehrt als Dozentin am Sekolah Tinggi Filsafat Driyarkara in Jakarta.